# 佐保会
一般社団法人佐保会（いっぱんしゃだんほうじんさほかい）は、奈良女子高等師範学校と奈良女子大学等の卒業生による同窓会組織で、2012年（平成24年）に同名の社団法人から移行された一般社団法人。1914年（大正3年）、奈良女子高等師範学校卒業生によって組織された佐保會（佐保会）を起源とする。

## 沿革
1914年、奈良女子高等師範学校の第1期と第2期生の卒業生によって同窓会組織である佐保会が設立された。会の名称である佐保は、校舎が立地する奈良市北部の地名にちなんで命名されたと解されている。1936年（昭和11年）、主務官庁を文部省とする社団法人認可を受け、社團法人佐保會（社団法人佐保会）に改称した。
国立学校設置法の公布により奈良女子大学が設立され、奈良女子高等師範学校が包括されるに伴って定款を改正し、奈良女子大学卒業生も会員の対象となる。2012年（平成24年）8月1日より社団法人から一般社団法人へ移行した。2014年（平成26年）3月29日には、設立百周年記念式典・祝賀会を開催した。

## 事業

### 公益・共益事業
社団法人として認可される以前から公益・共益事業を実施してきており、1931年（昭和6年）には、高等女学校卒業生を対象とした家政を主とする教育を行う各種学校の佐保女學院（佐保女学院）を奈良女子高等師範学校構内に設立し、中等教育事業を開始。また、1977年（昭和52年）には社会福祉法人佐保会を設立し、社会福祉事業を開始した。その他の公益・共益事業としては、地域住民も対象とした文化教室「佐保塾」やチャリティーコンサート、バザー、雛人形・郷土人形展を展開している。

### 奈良女子大学との連携及び支援事業
奈良女子大学との連携及び支援としては、1954年（昭和29年）より母校創立50周年記念事業としての奈良女子大学学生への奨学金「佐保会奨学金」の基金募集を開始した。また備品寄贈、募金活動、周年記念事業への支援、在学生と卒業生のつどい等を実施。

### その他の事業
その他にも、新年のつどいや卒業生歓送会、講演会、機関誌「佐保会報」発行等の事業も行っている。

## 会館

### 佐保会館
母校創立20周年にあたる1928年（昭和3年）、佐保会会員と奈良女子高等師範学校教職員の寄付により奈良女子高等師範学校構内に同窓会館である佐保會館（佐保会館）を建設。2005年（平成17年）には、佐保会館が国の登録有形文化財に登録された。2006年（平成18年）から2007年（平成19年）にかけ、耐震補強工事を含む大規模改修工事を施した。

### 佐保会東京会館
設立40周年にあたる1954年、東京支部の活動拠点となる佐保会東京会館を東京都杉並区に開設した。

## 出版物
特に注釈しない限り、佐保会史に基づく。

### 佐保会誌
1915年（大正4年）1月、母校の機関紙「養徳」から独立する形で冊子形式の機関誌「佐保会誌」を発行。以後15号まで年刊誌として発行した。

### 佐保会報
毎学期刊に変更のうえ「佐保会報」に改称した。毎月発行へと変更されたが、第2次世界大戦中には休刊することとなった。終戦後復刊し、現在は年二回継続して発行している。2012年（平成24年）8月より、発行月が従来の7月と10月から、8月と2月に変更された。
なお、佐保会誌を全15号を5冊に、佐保会報1928年から2004年度分までを2006年には会員内で保存されていたものをまとめて復刻されている。
また、東京支部など、各支部による定期発行物もある。

## 構成

### 会員
正会員と賛助会員の2種類があり、正会員は、奈良女子高等師範学校、第三臨時教員養成所、奈良女子臨時教員養成所、奈良特設中等教員養成所、奈良特設幼稚園保姆養成所、奈良女子大学幼稚園教員養成所、国立奈良女子大学、国立大学法人奈良女子大学の各卒業生と同大学大学院修了生、奈良女子大学文学部教育学科幼稚園養成課程修了生のうち、賛同して入会した個人とされる。賛助会員は、正会員と同じ機関の教職員または元教職員の中から理事会において推薦された個人とされる。会費は所属する奈良女子大学同窓会佐保会の支部を通じて支払い、賛助会員と正会員期間60年以上の正会員は免除される。

### 総会
概ね正会員100人につき1人の割合で、任期期間2年の代議員兼社員を選挙により選出する。代議員をもって総会を構成し、総会をもって法令上の社員総会とする。

### 役員・理事会
13名以上19名以内の理事と1名以上3名以内の監事を置き、総会の決議により選任された1名の理事長をもって法令上の代表理事とし、理事会の決議により選定された2名の副理事長をもって法令上の業務執行理事とする。

### 支部
一般社団法人に移行する際、支部を法人とは別の任意団体として位置づけるため、2012年9月30日に「奈良女子大学同窓会佐保会」を新たに設立した。支部の会計と事業は、別団体のため連結されることはない。国内47支部と海外2支部の計49支部が設立されている。